# Araneus rotundulus
Araneus rotundulus es una especie de araña del género Araneus, tribu Araneini, familia Araneidae. Fue descrita científicamente por Keyserling en 1887.
Se distribuye por Australia y Sri Lanka. La especie se mantiene activa durante todos los meses del año.